# Élan
Élan é uma ex-comuna francesa na região administrativa de Grande Leste, no departamento Ardenas. Estendeu-se por uma área de 9,88 km². Em 2010 a comuna tinha 77 habitantes (densidade: 7,8 hab./km²).
Em 1 de janeiro de 2019, ela foi fundida com a comuna Flize.